# Pitaval des Kaiserreiches: Die Ermordung des Rittmeisters von Krosigk
Die Ermordung des Rittmeisters von Krosigk ist ein Kriminalfilm der Reihe Pitaval des Kaiserreiches des Deutschen Fernsehfunks von Wolfgang Luderer aus dem Jahr 1966.

## Handlung
Es geschieht im Januar 1901 in der kleinen ostpreußischen Garnisonstadt Gumbinnen, wo das Dragoner-Regiment „von Wedel“ (Pommersches) Nr. 11 der Preußischen Armee stationiert ist. Während einer Reitübung fällt dem leitenden Rittmeister von Krosigk auf, dass der Unteroffizier Franz Marten Probleme mit seinem Pferd hat. Vor den Augen der gesamten Eskadron muss Marten von seinem Pferd absteigen und sich vom Rittmeister zurechtweisen lassen. Zur endgültigen Erniedrigung übernimmt ein anderer Soldat das Pferd Martens. Damit ist die Angelegenheit für den Rittmeister von Krosigk erledigt und am Abend sitzt er mit drei anderen Offizieren im Kasino, um sich gemeinsam mit dem Pokerspiel die Zeit zu vertreiben. Dabei geht es auch um viel Geld, besonders als Rittmeister von Krosigk und der Oberleutnant von Gersdorf meinen, jeweils das bessere Blatt zu haben. Als von Gersdorf kein Bargeld mehr hat, erhält er die Erlaubnis, Schuldscheine zu unterzeichnen. Zum Ende dieses Spiels, es sind bereits die ersten Stunden des neuen Tages angebrochen, zeigt von Gersdorf einen Vierling mit vier Assen und denkt, er hat damit gewonnen, jedoch wird er von Rittmeister von Krosigk mit einem Royal Flush überboten. Der verlangt, die Summe der Schuldscheine von 26 000 Mark solle innerhalb von 24 Stunden beglichen werden, einen Aufschub bis zum Ende der Woche stimmt er nicht zu. Sollte er bis zum nächsten Tag, den 22. Januar 1901 die Summe nicht erhalten haben, wird er Anzeige beim Ehrenrat des Regiments erstatten. In den Morgenstunden besucht von Gersdorf die Ehefrau des Rittmeisters von Krosigk, die seine Geliebte ist, um sie zu bitten, ihren Gatten zu beeinflussen, den Zahlungstermin bis zum Wochenende aufzuschieben. Als von Krosigk nach Hause kommt, er ging unmittelbar nach dem Spiel in die Reithalle, um dort mit seinen Soldaten zu üben, kann von Gersdorf noch schnell verschwinden. Frau von Krosigk hatte mit ihrem Anliegen bei ihrem Mann kein Glück, denn der wusste von dem Verhältnis der beiden und wollte mit den Schuldscheinen seinen Nebenbuhler ruinieren. Anschließend jagt er sie mit Schlägen seiner Reitpeitsche aus dem Raum.
Während eines anschließenden Termins bei seinem Vorgesetzten Oberst von Winterfeldt wird er von diesen darauf hingewiesen, dass der Umgang mit dem Unteroffizier Franz Marten, in dieser Form nicht erforderlich war, denn bei der Familie Marten handelt es sich um alte Soldatenfamilie. Außerdem hatte der Oberst bereits von der hohen Summe aus dem Pokerspiel der letzten Nacht erfahren und bittet Rittmeister von Krosigk, nicht auf der Zahlfrist von 24 Stunden zu bestehen, was jener jedoch strikt ablehnt. Um 16:00 Uhr ist von Krosigk bereits wieder in der Reithalle, um weiter für die Parade zum Kaisergeburtstag zu üben. Während die Eskadron seinen Anweisungen folgt, fällt plötzlich ein Schuss und Rittmeister von Krosigk liegt leblos am Boden. Eine erste Untersuchung ergibt, dass der Schuss aus der Waffe des Dragoners Bartulett abgegeben wurde, er selbst aber nicht geschossen haben konnte, denn er befand sich in der Reithalle und der Schuss wurde von außerhalb abgegeben. Auf Anordnung von Oberst von Winterfeldt müssen sich nun alle Anwesenden getrennt aufstellen, um festzustellen, wer sich zum Zeitpunkt des Vorfalls innerhalb oder außerhalb der Reithalle befand. Während dieser Prozedur liegt der Leichnam des Rittmeisters aufgebahrt mitten in der Halle und darf nicht mehr, bis zum Eintreffen des Kriminalkommissars von Bäckmann aus Berlin, verändert werden. Deshalb können auch die persönlichen Gegenstände des Toten nicht an dessen Ehefrau übergeben werden, die besonders auf die Schuldscheine ihres Liebhabers Wert legt. Als von Gersdorf das von ihr erfährt, meint er nur, dass nun wohl alles umsonst gewesen sei. Doch der Hinweis, dass der Leichnam bis zum nächsten Morgen unbewacht in der Halle liegen soll, lässt ihn aufhorchen. Zur gleichen Zeit erhält der Oberst von dem Dragoner Bartulett die Meldung, dass sich der Sergeant Gustav Hickel und sein Schwager, der Unteroffizier Franz Marten sich auf der Seite, der in der Reithalle Dienst habenden Personen aufgestellt hatten, was aber definitiv nicht stimmte. Bei einer umgehenden Befragung erklären beide, den Befehl missverstanden zu haben, was ihnen der Oberst glaubt. Am nächsten Tag erhält Oberst von Winterfeldt von dem inzwischen eingetroffenen Kriminalkommissar die persönlichen Sachen des Verstorbenen, jedoch ohne die erwarteten Schuldscheine darin vorzufinden. Der zur Klärung gerufene Oberleutnant von Gersdorf versicherte, die Schulden am Vortag um 14:00 Uhr beglichen zu haben, was er durch das Vorzeigen der Scheine beweisen will. Da der Oberst aber weiß, dass der Rittmeister von Krosigk diese noch beim Eintritt seines Todes bei sich trug, ist ihm nun klar, dass von Gersdorf lügt. Seine Bemühungen zielen nun in den folgenden Entscheidungen darauf ab, die Offiziere aus dem Kreis der Verdächtigen herauszuhalten und legt deshalb die noch zuvor verworfene Spur auf den Sergeanten Gustav Hickel und der Unteroffizier Franz Marten, die der Kriminalkommissar dankend annahm. So kommt es, dass sich Unteroffizier Marten wegen Mordes an seinem direkten Vorgesetzten und wegen Meuterei sowie sein Schwager Hickel wegen Beihilfe zu beiden Delikten am 15. August 1901 vor dem Kriegsgericht der 2. Division in Gumbinnen zu verantworten haben.
Eingangs der Verhandlung beteuert der Unteroffizier Marten zum wiederholten Mal seine Unschuld. Der erste Zeuge, der Gefreite Skopeck kann keine verwertbaren Aussagen machen und die er machte, widersprachen zudem seinen Äußerungen vom Januar. Erst der Gefreite Stumbries bringt mit seinem Hinweis auf die Erniedrigung des Unteroffiziers Marten durch den Rittmeister von Krosigk am 20. Januar 1901 in der Reithalle einen, für das Gericht interessanten, Beitrag zur Sprache. Weiter behauptet er, den Unteroffizier Marten genau zur Tatzeit auf dem Flur in der Nähe des Waffenraumes gesehen zu haben. Das Zusammentreffen bestätigt Marten, jedoch will er die Stuben nach Drückebergern durchsucht haben. Die weiteren Zeugen zeichnen sich fast alle durch Vergesslichkeit aus, die ihnen zum Teil auch in Einzelgesprächen vorher ans Herz gelegt wurde. Selbst entlastende Aussagen vom Januar wurden widerrufen. Frau von Krosigk betont vor dem Gericht, dass ihr Gatte immer seine Sorgen mit ihr geteilt hat. Wiederholt sagte er zu ihr, dass besonders der Unteroffizier Marten hinter allen gegen ihn gerichteten Aktionen steckt. Dieses von Frau von Krosigk beschriebene vertrauensvolle Verhältnis zu ihrem Mann wird allerdings durch den Fleischermeister Eckert in Frage gestellt, da er selbst den Streit zwischen ihnen auf offener Straße, die mit Schlägen der Reitpeitsche endeten, beobachtet hat. Während der Zeit der Gerichtsverhandlung stellt Oberleutnant von Gersdorf den Antrag nach Deutsch-Südwestafrika versetzt zu werden, da er in Windhuk wohlhabende Verwandte hat. Dieses Gesuch wird von Oberst von Winterfeldt befürwortet. Auf Grund der widersprüchlichen Aussagen und von brüchigen Indizienbeweisen wird der Unteroffizier Franz Marten am 20. August 1901 wegen Mordes und Meuterei zum Tode verurteilt. Damit wird erwartungsgemäß die Tatsache verschleiert, dass ein Offizier der preußischen Armee einen anderen ermordet hat. Sergeant Gustav Hickel wird freigesprochen.
Gegen beide Urteile wird Berufung eingelegt und am 17. April 1902 kommt es erneut zur Verhandlung. Ein Antrag Martens, die Zusammensetzung des Gerichts abzulehnen, da zum Teil Richter wieder eingesetzt werden, die bereits an der ersten Verhandlung teilnahmen und die kurz zuvor sogar behauptet haben, dass sich am Urteil gegen Marten nichts ändern werde, wird abgelehnt. Der Vertreter der Anklage sorgt allerdings für eine Überraschung, in dem er nicht ausschließt, dass die entlastenden Elemente für Marten überwiegen, er hält also den Unteroffizier Marten für unschuldig. Es gibt keinen Beweis für diesen Sinneswandel, jedoch gibt es einen Brief des Wachtmeisters Marten an seinen Sohn, der ihm zwar nicht ausgehändigt wurde, sich aber in den Akten befindet. Darin beschreibt er, dass er Besuch von dem ehemaligen Gefreiten Andromeit, der als Ordonnanz im Kasino diente, erhalten hat, bei dem dieser schildert, dass er vor der ersten Verhandlung den Befehl erhielt, seine Beobachtungen für sich zu behalten. Der wichtigste Punkt war der, dass der Rittmeister von Krosigk nach der Pokerpartie behauptet hat, den Oberleutnant von Gersdorf mit den Schuldscheinen fertig zu machen und der in Kürze keine Uniform mehr tragen wird. Diese Kenntnis teilt der Wachtmeister Marten auch dem Oberst von Winterfeldt mit, der sich zwar erst sehr erregt, jedoch immer ruhiger wird, ihn aber doch vor einer Verbreitung dieser Information warnt, wenn er seinem Sohn wirklich helfen will. Wachtmeister Marten verspricht daraufhin, dass er in der Verhandlung schweigen wird, wenn er erkennt, dass seinem Sohn Gerechtigkeit widerfährt. In einem darauffolgenden Gespräch teilt Oberst von Winterfeldt dem Oberkriegsgerichtsrat Freiherrn von Roden mit, dass es im Interesse der allerhöchsten Kreise liegt, die Verurteilung des Unteroffiziers Marten fallen zu lassen, um den Ruf der Armee nicht zu schädigen. Deshalb endet das zweite Gerichtsverfahren mit einem Freispruch des Angeklagten.
Oberleutnant von Gersdorf verabschiedet sich vor seiner Abreise nicht persönlich bei Frau von Krosigk, sondern lässt ihr durch einen Boten einen Brief überbringen. Sie zieht unmittelbar nach der Verhandlung nach Berlin, wo sich ihre Spuren verlieren. Gersdorf verliert sein Leben als Kolonialsoldat im September 1905 während des Kampfes gegen die Hereros. Über die weiteren Beteiligten an diesem Geschehen geben die Akten keinerlei Auskunft.

## Produktion und Veröffentlichung
Der Fernsehfilm erschien als 1. Folge der Filmreihe Pitaval des Kaiserreiches und wurde am 6. Februar 1966 zum ersten Mal im DFF gesendet.
Das Buch wurde von Friedrich Karl Kaul, der auch die erläuternden Texte spricht, und Walter Jupé anhand authentischer Gerichtsakten verfasst. Für die Dramaturgie war Aenne Keller verantwortlich.

## Kritik
In ihrer Kritik in der Neuen Zeit meinte Mimosa Künzel in einem Rückblick auf die vergangene Fernsehwoche und die neue Fernsehreihe:

„Der erste Beitrag, „Die Ermordung des Rittmeisters von Krosigk“, zeigt bereits deutlich Absicht und Anliegen der Autoren, deren auf Tatsachenmaterial beruhende Spiele nicht allein Fakten mitteilen, sondern zugleich Rückschlüsse auf die gesellschaftliche Situation jener Zeit zulassen. […] Die Spannung ließ allerdings in einigen Gerichtsszenen nach und zog dann immer wieder an, wenn dem berichtenden Wort die Handlung folgte.“